# Étienne Molinier
Pour les articles homonymes, voir Molinier.
Étienne Molinier (parfois Étienne de Molinier ; né à Toulouse en 1580 et mort à Paris et 1650) est un prêtre, prédicateur, théologien et écrivain français.

## Œuvres principales
- Les Politiques chrétiennes, ou Tableau des vertus politiques considérées en l'estat chrestien[1], 1621, complété en 1631[2]
- [Les Politiques chrestiennes.] A Mirrour for Christian States: or, a Table of politick vertues considerable amongst Christians. Divided, into three books. Reviewed, and augmented, Translated into English, by William Tyrwhit, 1636[3]
- Le Lys du Val de Garaison, 1630 et republié cinq fois jusqu'en 1861[4]
- Sermons pour tous les dimanches de l'année, divisez en deux volumes, composez et preschez par Estienne Molinier, 1631[5]
- Le Banquet sacré de l'Eucharistie pour l'octave du Saint-Sacrement, 1635[6]
- La Vie de Mre Barthélemy de Donadieu de Griet, évesque de Comenge, 1639[7]
- Le Bouquet de myrrhe de l'amante sacrée : Composé des douleurs de la Passion de N.S. Jésus-Christ, recueillie des quatre Évangélistes. Dédié à Messieurs les Pénitens noirs de Sainte Croix de Tolose., Toulouse, Colomiez Arnaud, 1637 (lire en ligne)
- Le Bouquet de myrrhe de l'amante sacrée, composé des douleurs de la Passion de N. S. Jésus-Christ, recueillie des quatre évangélistes, 1643[8]
- Le Mystère de la croix, et de la rédemption du monde, : expliqué en dix Sermons prêché dans la chapelle des Penitens noirs de Tolose. Avec quelques autres œuvres du même auteur. Le tout dédié à Monseigneur le reverendissime archevesque de Tolose., Toulouse, Colomiez Raymond, 1628 (lire en ligne)
- Des confrairies penitentes : Où il est traicté de leur Institution, reigles & exercices avec plusieurs points d'instruction & de mediation, tant sur la passion de N.S. que sur le S. Sacrement & autres mystères pour servir en général à tous chrestiens., Toulouse, Colomiez Raymond, 1625 (lire en ligne)